# خانه شیرنگی
خانه شیرنگی مربوط به دوره پهلوی است و در گرگان، بافت قدیم شهر، محله سرچشمه واقع شده و این اثر در تاریخ ۲۵ اسفند ۱۳۷۹ با شمارهٔ ثبت ۳۳۳۲ به‌عنوان یکی از آثار ملی ایران به ثبت رسیده است.